# Ifeanyi Ubah
Ifeanyi Ubah FC este un club de fotbal din Nigeria, fondat în 2015, își are sediul în orasul Nnewi. În prezent echipa concurează în ligiile inferioare.